# تسادين
التسادين هم مجتمع مسيحي، من أصول أرمنية على الغالب. وكانوا أعضاء في الكنيسة الأرمنيَّة الأرثوذكسيَّة والذين تحولوا إلى الإيمان الأرثوذكسي الرسمي لأيبيريا القوقازية، والتي أيدت المراسيم الصادرة عن مجمع خلقيدونية.
تعود أقدم السجلات التي تطرقت إلى مجتمع وحياة التسادرين إلى القرن العاشر والذي كتبه المؤرخ الأرمني آثوس من سبسطية (حوالي 935-1000).